# Piraí do Norte
Piraí do Norte est une municipalité brésilienne de l'État de Bahia et la microrégion de Valença.